# 男鹿和雄
男鹿和雄（1952年2月29日—）是出身日本秋田縣的男性美術監督，曾參與多部川尻善昭執導或吉卜力工作室動畫作品的背景美術製作。

## 經歷
自秋田縣立角館高校畢業後，男鹿和雄在1972年進入動畫美術公司的小林製片工作，中間曾有一段時間轉職從事看板設計方面的職務，之後1977年則再度回到小林製片參與動畫的背景繪製。
後續男鹿和雄轉到MADHOUSE動畫公司下就職。在MADHOUSE期間參與由川尻善昭改編自菊地秀行小說《魔界都市〈新宿〉》同名動畫中，曾影響了男鹿和雄的美術表現技法。
1987年在友人的介紹下，男鹿和雄加入了吉卜力工作室。在吉卜力工作室男鹿和雄首次擔當的事務是負責由宮崎駿執導動畫《龍貓》中的森林風景繪製，當時男鹿和雄所畫出自然風景皆獲得宮崎駿與高畑勳的好評。
之後男鹿和雄參與了吉卜力數部動畫的美術、背景事務，並在2006年發表了第一部個人執導的動畫《種山原之夜》，以及在2007至2010年期間在日本東京都、愛知縣等九個縣市巡迴展開個人作品美術展。
男鹿和雄現今以位於八王子市自宅內的畫室作為主要工作點，除仍持續接手吉卜力動畫事務外，也曾與吉卜力另一人員武重洋二參與由細田守執導的《跳躍吧！時空少女》、《夏日大作戰》等動畫作品的美術背景繪製。

## 參與作品

### 執導動畫
- 種山原之夜（2006年）

### 電視動畫
- 小木偶（1972年）：背景
- 傻勁兒青蛙（1972年）：背景
- 魔投手（1973年）：背景
- 山林小獵人（1974年）：背景
- 小老鼠大冒險（1975年）：背景、美術設定
- 咪咪流浪記（1977年）：背景、美術設定
- 金銀島（1978年）：副美術監督
- 安妮的日記（1979年）：背景
- 少爺們（1980年）：背景
- 小拳王第二部（1980年）：美術
- 夏服的少女們（1988年）：美術監督
- 奇幻兒童（2004年）：背景

### 劇場動畫
- 熊貓家族 雨中的馬戲團（1973年）：背景
- 網球甜心（1979年）：背景
- 誠仔劇場版（1980年）：美術
- 小拳王劇場版（1980年）：美術設定
- 神奇獨角馬（1981年）：美術
- 宇宙海賊眼鏡蛇（1982年）：副美術監督
- 幻魔大戰（1983年）：美術
- 赤足天使（1983年）：美術監督
- 神奇獨角馬 魔法之島（1983年）：背景
- 銀河戰士（1984年）：背景
- 神劍（1985年）：美術
- 時空的旅人（1986年）：美術監督
- 赤足天使2（1986年）：美術
- 妖獸都市（1987年）：美術監督
- 怒吼吧小狗（1987年）：美術
- 龍貓（1988年）：美術
- 魔女宅急便（1989年）：背景
- 兒時的點點滴滴（1991年）：美術監督
- 福星小子 Always My Darling（1991年）：背景
- 紅豬（1992年）：美術
- 獸兵衛忍風帖（1993年）：背景
- 平成狸合戰（1994年）：美術監督
- On Your Mark（1995年）：背景
- 心之谷（1995年）：背景
- 魔法公主（1997年）：美術
- 神劍闖江湖劇場版（1999年）：背景
- 吸血鬼獵人D（2000年）：背景
- 神隱少女（2001年）：背景
- 犬夜叉跨越時代的思念（2001年）：背景
- 貓的報恩（2002年）：背景
- 霍爾的移動城堡（2004年）：背景
- 跳躍吧！時空少女（2006年）：背景
- 地海戰記（2006年）：背景
- 時空英豪: 復仇之路（2007年）：背景
- 崖上的波妞（2008年）：背景
- 川之光（2009年）：背景
- 夏日大作戰（2009年）：背景
- 借物少女艾莉緹（2010年）：背景
- 給小桃的信（2012年）：背景
- 輝耀姬物語（2013年）：美術
- 回憶中的瑪妮（2014年）：背景
- 怪物的孩子（2015年）：背景

### OVA
- 魔界都市〈新宿〉（1988年）：背景
- 惡魔的新娘 蘭之組曲（1989年）：背景
- 午夜之眼（1989年）：背景美術

## 插圖提供
- 紅魔鬼寄的信：1993年、C·W·尼可著
- 電影興行師：1987年
- 詩畫集‧小祈福：1998年、吉永小百合著
- 第二樂章‧廣島之風：2000年、吉永小百合著
- 第二樂章‧來自長崎：2000年、吉永小百合著
- 有趣地了解日本經濟：2002年、山下景秋著
- 老鼠天婦羅：2003年、山本素石著
- 簡單了解經濟新聞：2004年、藤丸麻紀著
- 海龜與少年：2008年、野坂昭如著

## 個人著書‧畫集‧圖錄
- 男鹿和雄畫集 吉卜力美術系列：1996年
- 男鹿和雄畫集II 吉卜力美術系列：2005年
- 繪本‧種山原之夜：2006年
- 男鹿和雄展圖錄：2007年
- 秋田縣遊玩美景：2009年

## 個人展覽
- 吉卜力的繪畫巨匠‧男鹿和雄展：2007～2010年

## 外部連結
- （日語）男鹿和雄的個人美術展資訊 （页面存档备份，存于）